# Bahnhof Dessau Wallwitzhafen
Der Bahnhof Dessau Wallwitzhafen war ein Personenbahnhof zwischen Dessau und Roßlau in Sachsen-Anhalt. Seine Bedeutung erlangte er durch den Anschluss zum Wallwitzhafen. Mit dem Niedergang dieses Industriehafens Ende der 1960er Jahre verlor er an Bedeutung. Seit 1990 wird der Bahnhof nicht mehr bedient.

## Anlage
Es handelt sich um einen in Nord-Süd-Richtung angelegten Durchgangsbahnhof, dessen Bahnhofsgebäude zusammen mit dem ehemaligen Stellwerk westlich der Streckengleise liegt. Die Bahnstrecke verläuft in diesem Bereich auf einem Damm. Die ehemals 230 m langen Bahnsteige existieren nicht mehr. Das Stellwerk Wf steuerte ehemals drei Personengleise und ein Anschlussgleis, es fungierte zuletzt bis 2010 als Blockstelle.

## Geschichte
Der Bahnhof wurde spätestens 1861 als Bahnhof „Wallwitzhafen“ mit zunächst 994 Reisenden im Jahr 1871 eröffnet, schon 1890/1891 zählte man 25.321 Reisende.
Es gab 1914 sogar Vorortzüge auf der Relation Roßlau (Elbe)–Wallwitzhafen–Dessau Hbf–Dessau-Alten mit zwei Zugpaaren als Arbeiterzug zu den Junkers-Werken. 1944 erhielt der Bahnhof den Zusatz „Dessau“. Zu dieser Zeit wurde der Bahnhof eine eigene Dienststelle.
1963 wurde der Bahnhof dem Dessauer Hauptbahnhof unterstellt. Das Anschlussgleis zum Hafen war bis 1972 in Betrieb.
Aufgrund der Nichtnutzung des Hafengeländes wurde der Bahnhof ab 1973 durch die Reichsbahndirektion in Halle als Haltepunkt, kombiniert mit einer Bedarfsabzweigstelle, eingestuft. Die Durchfahrtsgleise 1 und 2 blieben erhalten, die Spitzen von Gleis 3 und Anschlussgleis 4 blieben für die Versorgung des Stellwerks mit Kohle bestehen. Eine Falschfahrweiche blieb erhalten, später wurde sogar noch eine zweite eingebaut. 1985 wurden Lichtsignale aufgestellt. Schließlich wurden die Gleisstümpfe abgebaut und die Reste bei der Ertüchtigung 1987 und 1997 beseitigt. Ebenfalls bis 1997 wurde der Bahnsteig von Gleis 2 zurückgebaut; letzte Reste verschwanden 2009.
Am 5. September 2010 wurde die Blockstelle Wallwitzhafen außer Betrieb genommen. Am 5. Dezember 2010 folgte die Inbetriebnahme des elektronischen Stellwerks (ESTW) Dessau auf der Ersatzneubaustrecke. Die Bahnstrecke wurde im Rahmen des Neubaus der Muldequerung um 22 Meter weg vom Bahnhofsgebäude nach Nordosten verschwenkt.
Ein Verein saniert zurzeit das marode Empfangsgebäude sowie das Stellwerk. (Stand 2021)
Eine Machbarkeitsstudie zur Bundesgartenschau 2035 in Dessau-Roßlau plant die Errichtung eines Haltepunktes am Standort des ehemaligen Bahnhofs.

## Güterumschlag
1890 wurden 750.000 t Güter per Eisenbahn angefahren und 140.000 t wieder abgefahren. In der Hochzeit des Hafens gab es einen Umschlag von über 400.000 t Güter von und zur Eisenbahn.

## Ansichten

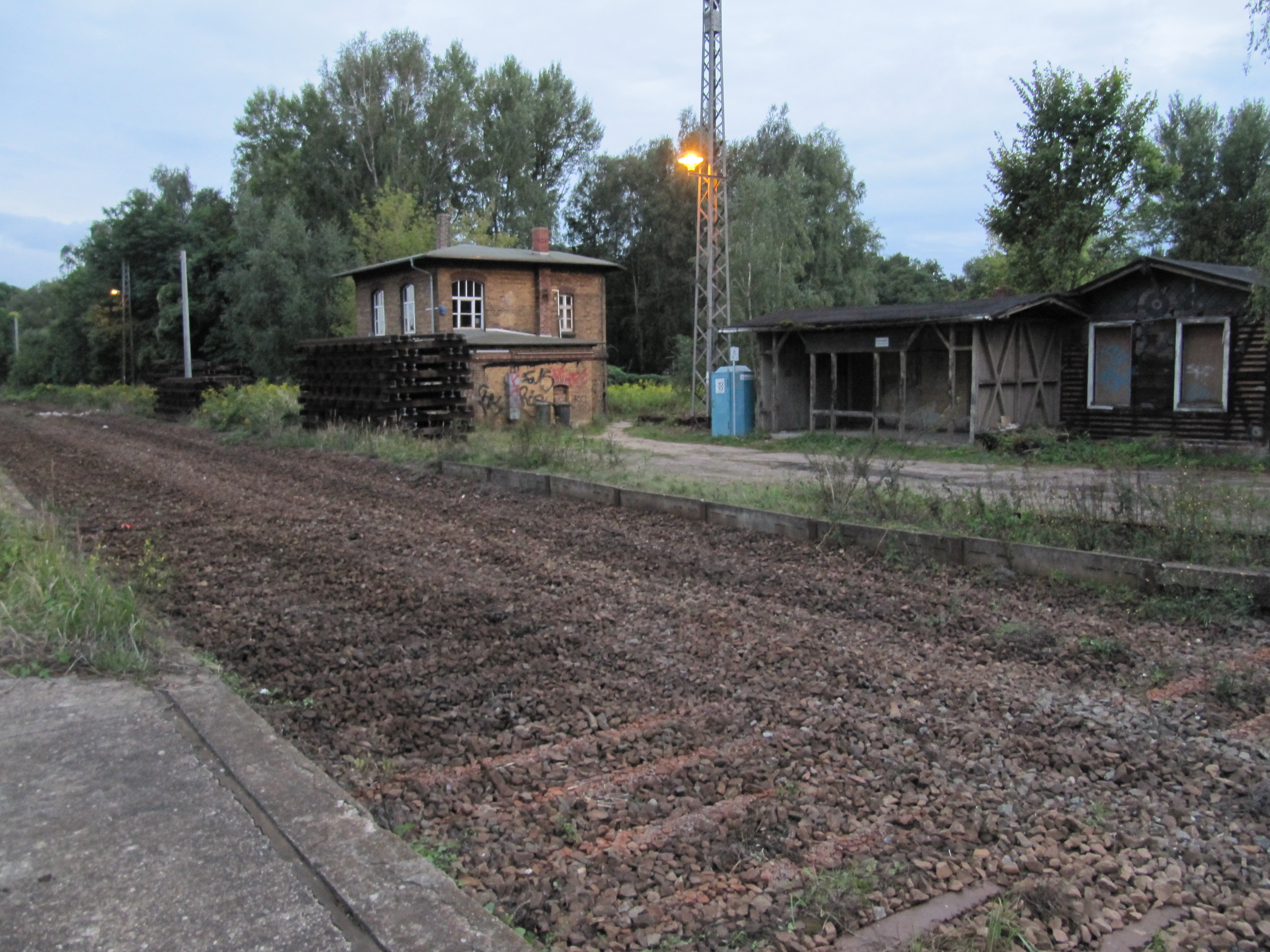
Bahnhof mit Stellwerk 2010.
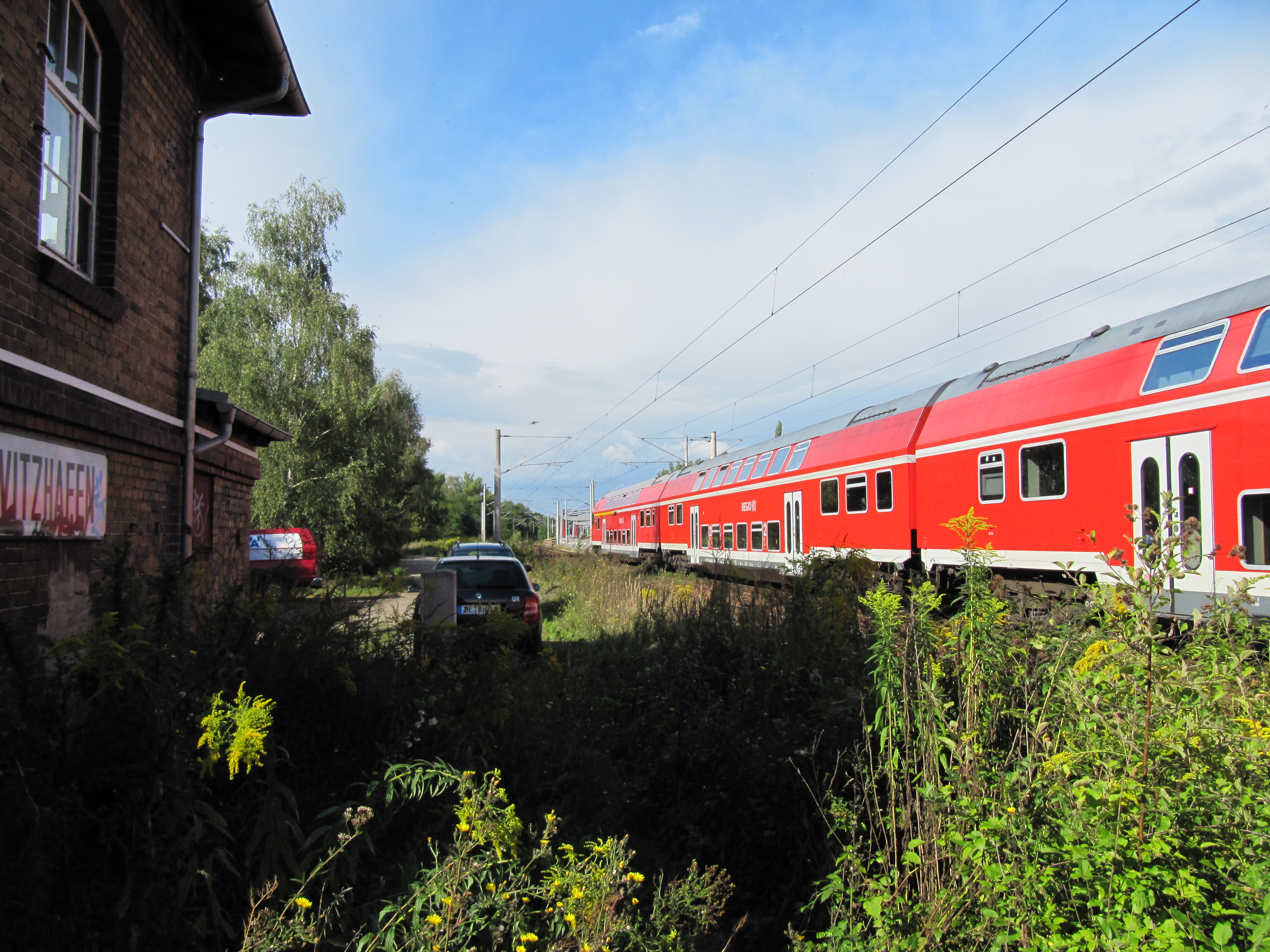
Letzter Betriebstag auf der Altstrecke am Bahnhof Wallwitzhafen am 4. September 2010.
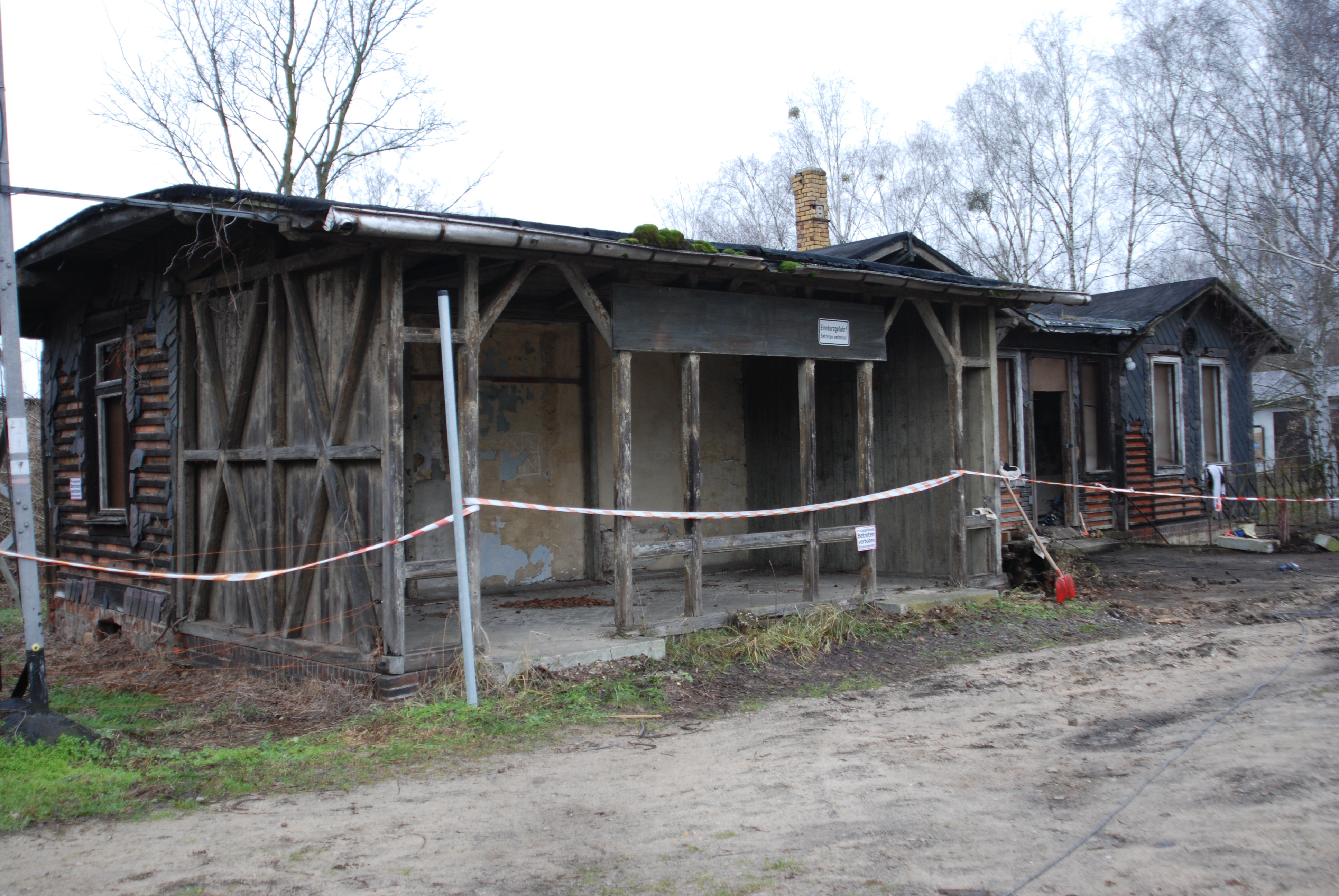
Wartehalle und Empfangsgebäude 2011.
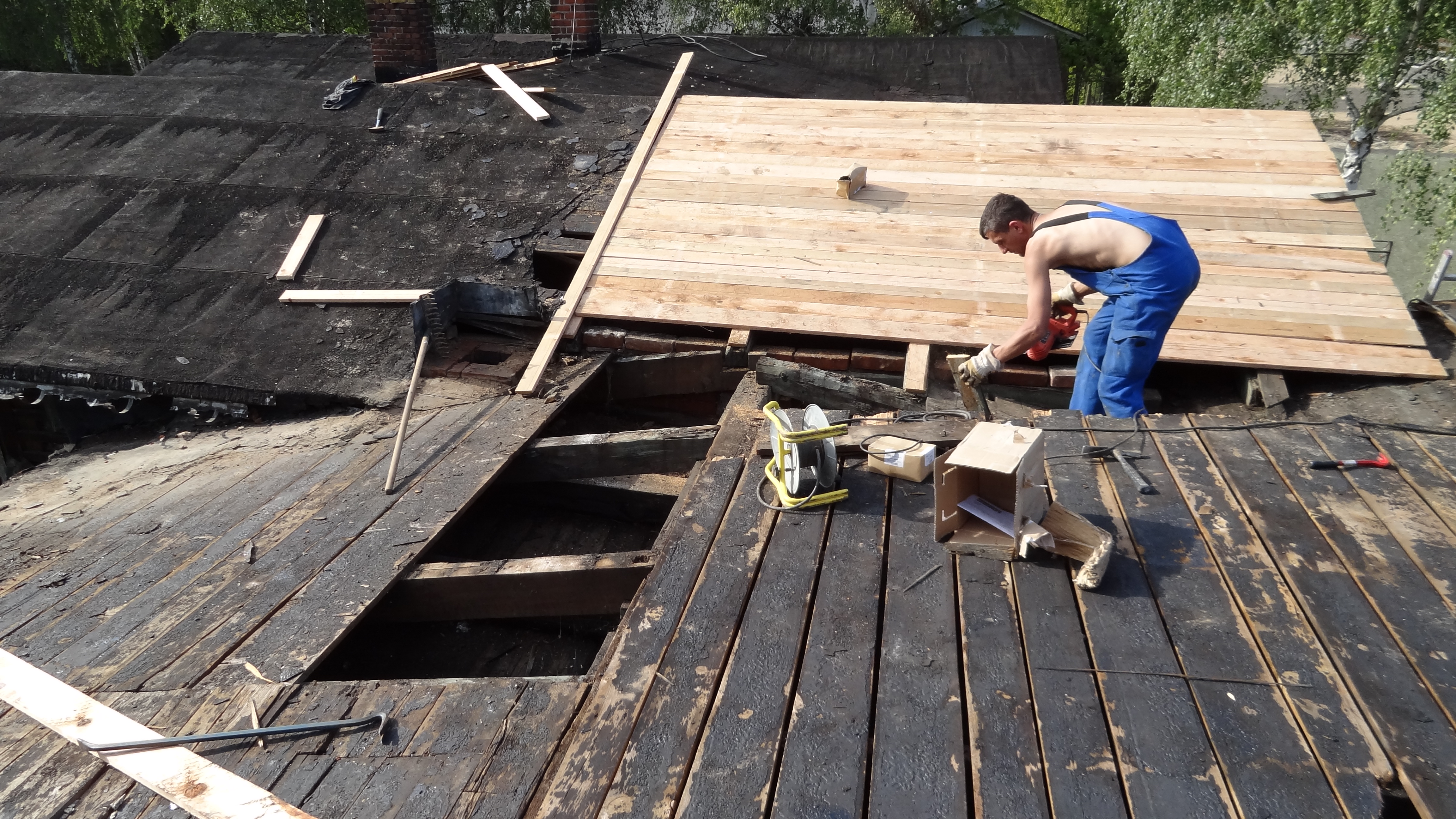
Erste Sicherungsarbeiten am Bahnhof Wallwitzhafen im Sommer 2011.